# Georges Mittelhus
Georges Mittelhus, est un imprimeur du XVe siècle né, selon toute probabilité, à Mittelhausen dans la famille noble des "von Mittelhausen". Dès 1470, après avoir appris son métier chez des imprimeurs strasbourgeois, Georges Mittelhus s'établit à ses frais à Paris. En 1487, il habite rue Saint-Jacques dans la maison des drapiers de Hacqueville.
Au début de ses activités parisiennes, Georges Mittelhus utilise des caractères qui rappellent l'influence strasbourgeoise et plus particulièrement celle de Johann Grüninger. Mais progressivement, en complétant ses assortiments de caractères, il prend modèle sur les imprimeurs parisiens et, à partir de 1492, adopte définitivement de nouvelles lettrines qui correspondent mieux aux goûts de sa clientèle. De ses presses qui fonctionnent ainsi jusqu'en 1503, sortiront une cinquantaine d'ouvrages, la plupart théologiques et d'édification morale. De ce fait, leur diffusion restait limitée.
Sa marque d'imprimeur montre dans un champ de sable (noir) encadré, surmonté d'une croix et d'un cœur, le monogramme G.M. inscrit dans ce cœur. Dans la partie inférieure du cadre apparaissent le prénom et le nom de l'imprimeur « Georgius Mittelhus ».